# Ревдинське міське поселення (Ловозерський район)
Ре́вдинське міське́ посе́лення (рос. Ревдинское городское поселение) — адміністративне утворення у складі Терського району Мурманської області, Росія.
| Мурманська область | Це незавершена стаття про Мурманську область. Ви можете допомогти проєкту, виправивши або дописавши її. |